# 通年国会
通年国会（つうねんこっかい）とは、国会に会期を設けないこと。また1年を通して国会に閉会中の期間をほとんど設けないこと。

## 概説
日本では日本国憲法で国会に会期制を規定しているゆえに、野党は与党議案の成立を阻止するために議事妨害を行い、会期切れによる審議満了で廃案を見込むことができる。しかし、通年国会が実施されるとそれがほぼ見込めなくなるため野党からは反対論が多い。
会期延長によって長期国会になったり臨時国会（または特別国会）閉会日と通常国会開会日の間の日数がほとんどなかったりする場合は、事実上の「通年国会」と表現されることがある。

過去の「通年国会」は脆弱な政権基盤やスキャンダルの多発などで政権運営に必要な議案の国会審議が先送りになって審議日数が足りなくなったときに、会期延長に踏み切らざるを得なかったケースが多い。
また、11月以前から開かれている国会が1月以降までの会期になることを「越年国会」と呼ぶ。「越年国会」が1月に閉会した場合、1月中に通常国会が開会となるため、閉会期間がほとんどない状態になりやすく、「通年国会」になりやすい。2000年代以降は第21回参議院議員通常選挙で自民党が惨敗した直後に召集され、首相が福田康夫に交代した2007年の第168回国会の1例のみである。
12月以前（1991年までは11月以前）から開かれている国会を1月から2月（1991年までは12月から1月）にかけて国会の会期が連続することは、国会法第2条に「常会は、毎年1月中（1991年までは12月中）に召集するのを常例とする」と規定されていることが障壁となっている。
しかし、過去には1952年（昭和27年）10月24日に召集された第15回特別国会において、当初の会期が12月22日までの60日間だったのを、会期延長によって1953年（昭和28年）3月31日まで99日間延長となり（なお、途中でバカヤロー解散があったため1953年3月14日で会期終了となった）、10月から翌年3月まで国会の会期が連続したことがある。

これは、1953年1月の任期満了に合わせるために前倒し規定（1955年に廃止）を適用し、1952年8月に150日の会期である第14回通常国会を一度召集していたため（衆議院解散のため会期日数はわずか3日間となった）、1952年に12月の通常国会を召集する必要がなくなり、10月から翌年3月まで国会の会期が連続することが可能であったゆえである。

## 諸外国の例
諸外国では日本のような議会の会期制はほとんど用いられていない。アメリカやイギリスでは会期は1年単位であり、ドイツやフランスは下院議員の任期中が1会期である（夏や年末年始に議員の休養などを目的とした短期間の休会をもうけているが、あくまで休会であり会期切れではないため、日本のように休会によって審議満了廃案とはならない）。

## 影響
- 国会閉会中の期間が少なくなると現職国会議員は有権者の支持者回りなどの支持者固めが行いづらくなり、次期選挙にも影響を与えるとされる。

- 国会開会中の閣僚の外国訪問には衆参両院の議院運営委員会理事会で了承を得る慣例があるため、閣僚の外国訪問がしにくくなると考えられる。

- 国会議員の不逮捕特権を規定した日本国憲法第50条は、「両議院の議員は、法律の定める場合を除いては、国会の会期中逮捕されず、会期前に逮捕された議員は、その議院の要求があれば、会期中これを釈放しなければならない。」と会期制を前提としているため、通年国会状態になった際に憲法50条が現行のままであると、国会議員（特に与党議員）の逮捕が困難となることが想定される。

- 会期制を廃止した場合は、両院の多数党が支持する議案が審議未了を理由として廃案になることが少なくなるため、野党や与党内の議案反対派がとにかく審議を遅らせることに注力する現在の国会攻防のあり方が大きく変わることになる。党議拘束の厳しい政党のあり方がそのままであるなら、ねじれ国会や与党内が不安定な状況でない限りは政府・与党提出議案がほぼ通ることとなる。

## 導入の動き
田中角栄は「国会議員は毎月給与をもらっているのだから国会も一年中開いておくべき」と通年国会論を主張した。

## 過去の例

### 長期国会の例
| 位 | 回次    | 日数    | 期間                                               |
| -- | ------- | ------- | -------------------------------------------------- |
| 1  | 第71回  | 280日間 | 1972年(昭和47年)12月22日 - 1973年(昭和48年)9月27日 |
| 2  | 第189回 | 245日間 | 2015年(平成27年)1月26日 - 2015年(平成27年)9月27日  |
| 3  | 第96回  | 244日間 | 1981年(昭和56年)12月21日 - 1982年(昭和57年)8月21日 |
| 4  | 第13回  | 235日間 | 1951年(昭和26年)12月10日 - 1952年(昭和27年)7月31日 |
| 5  | 第180回 | 229日間 | 2012年(平成24年)1月24日 - 2012年(平成24年)9月8日   |
| 6  | 第101回 | 227日間 | 1983年(昭和58年)12月26日 - 1984年(昭和59年)8月8日  |
| 7  | 第61回  | 222日間 | 1968年(昭和43年)12月27日 - 1969年(昭和44年)8月5日  |
| 8  | 第177回 | 220日間 | 2011年(平成23年)1月24日 - 2011年(平成23年)8月31日  |
| 9  | 第2回   | 209日間 | 1947年(昭和22年)12月10日 - 1948年(昭和23年)7月5日  |
| 10 | 第102回 | 207日間 | 1984年(昭和59年)12月1日 - 1985年(昭和60年)6月25日  |
| 10 | 第145回 | 207日間 | 1999年(平成11年)1月19日 - 1999年(平成11年)8月13日  |

### 二国会の間の閉会日数が短く連続した二国会の会期日数と閉会日数の合計日数が長い例
| 位 | 回次          | 回次    | 日数    | 日数                  | 日数    | 期間                            | 期間                            | 期間                           |
| 位 | 臨時 （特別） | 通常    | 開会    | 臨時（特別） 後の閉会 | 計      | 臨時国会 （特別国会）           | 臨時（特別） 後の閉会           | 通常国会                       |
| -- | ------------- | ------- | ------- | --------------------- | ------- | ------------------------------- | ------------------------------- | ------------------------------ |
| 1  | 第1回         | 第2回   | 413日間 | －                    | 413日間 | 1947年5月20日 - 1947年12月9日   | －                              | 1947年12月10日 - 1948年7月5日  |
| 2  | 第113回       | 第114回 | 338日間 | （1日間）             | 339日間 | 1988年7月19日 - 1988年12月28日  | 1988年12月29日                  | 1988年12月30日 - 1989年6月22日 |
| 3  | 第128回       | 第129回 | 285日間 | （1日間）             | 286日間 | 1993年9月17日 - 1994年1月29日   | 1994年1月30日                   | 1994年1月31日 - 1994年6月29日  |
| 4  | 第168回       | 第169回 | 284日間 | （2日間）             | 286日間 | 2007年9月10日 - 2008年1月15日   | 2008年1月16日 - 2008年1月17日   | 2008年1月18日 - 2008年6月21日  |
| 5  | 第50回        | 第51回  | 260日間 | （6日間）             | 266日間 | 1965年10月5日 - 1965年12月13日  | 1965年12月14日 - 1965年12月19日 | 1965年12月20日 - 1966年6月27日 |
| 6  | 第33回        | 第34回  | 263日間 | （1日間）             | 264日間 | 1959年10月26日 - 1959年12月27日 | 1959年12月28日                  | 1959年12月29日 - 1960年7月15日 |
| 7  | 第107回       | 第108回 | 251日間 | （8日間）             | 259日間 | 1986年9月11日 - 1986年12月20日  | 1986年12月21日 - 1986年12月28日 | 1986年12月29日 - 1987年5月27日 |
| 8  | 第76回        | 第77回  | 256日間 | （1日間）             | 257日間 | 1975年9月11日 - 1975年12月25日  | 1975年12月26日                  | 1975年12月27日 - 1976年5月24日 |
| 9  | 第67回        | 第68回  | 244日間 | （1日間）             | 245日間 | 1971年10月16日 - 1972年12月27日 | 1971年12月28日                  | 1972年12月29日 - 1972年6月16日 |
| 10 | 第30回        | 第31回  | 214日間 | （2日間）             | 216日間 | 1958年9月29日 - 1958年12月7日   | 1958年12月8日 - 1958年12月9日   | 1958年12月10日 - 1959年5月2日  |

### 越年国会の例
| 回次    | 日数    | 期間                                               |
| ------- | ------- | -------------------------------------------------- |
| 第15回  | 142日間 | 1952年(昭和27年)10月24日 - 1953年(昭和28年)3月14日 |
| 第128回 | 135日間 | 1993年(平成5年)9月17日 - 1994年(平成6年)1月29日    |
| 第168回 | 128日間 | 2007年(平成19年)9月10日 - 2008年(平成20年)1月15日  |